# Wilhelm Mangold
Wilhelm Mangold (Darmstadt, 1796 - 1875) músic alemany, el més il·lustre de la nissaga Mangold.
El seu pare Georg Mangold li ensenyà les primeres lliçons de piano, i Rinck i Vogler foren els seus professors d'harmonia. Als catorze anys el contractaren com a violinista en una orquestra. El 1815 es traslladà a París per a perfeccionar-se en els seus estudis en el Conservatori d'aquella capital, retornant a la seva vila nadiua el 1819; allà es dedicà a la música de cambra i fou nomenat concertmeister, i el 1825, mestre de capella de la cort de Darmstadt. El 1834 passà a Londres amb el seu germà Karl Armand, quant Wilhelm havia sigut contractat per a dirigir l'orquestra de l'òpera alemanya. Posà molta obstinació en l'estudi de les partitures de Mozart, Haydn i Beethoven, i la interpretació que donà a les simfonies d'aquest últim fou objecte de molts elogis.
Com a compositor, se li deu:
- l'òpera Merope;
- la música dels drames de Shakespeare Macbeth i El mercader de Venècia;
- la del drama Zwei beiden Galeeren-sklaven;
- la cantata Caecilia;
- l'òpera El comte Ory, i multitud de quartets, tercets, solos per a violí, etc.